# Uisenma Borchu
Uisenma Borchu, née le 1er juin 1984 à Oulan-Bator, est une réalisatrice, scénariste, monteuse et actrice germano-mongole.

## Filmographie

### Comme réalisatrice
- 2007 : Donne-moi plus
- 2011 : Himmel voller Geigen
- 2012 : Khuyagaa – Tag im Leben eines Nomadenjungen
- 2012 : Preis des Goldes
- 2015 : Schau mich nicht so an
- 2020 : Black Milk (Schwarze Milch)

### Comme scénariste
- 2015 : Schau mich nicht so an

### Comme monteuse
- 2015 : Schau mich nicht so an

### Comme actrice
- 2015 : Schau mich nicht so an : Hedi
- 2018 : Asphaltgorillas (de) : la tueuse mongole